# InScript
InScript (сокращение от Indic Script Индийское письмо) — стандартная раскладка клавиатуры для индийских письменностей, использующая стандартную раскладку из 104 или 105 клавиш. Раскладка была стандартизирована правительством Индии для ввода текста на брахмийских алфавитах Индии, а также на сантальском (не-брахмийский алфавит ол-чики). Раскладка разработана правительством Индии и поддержана несколькими государственными и частными организациями. Общая для 12 индийских абугид, включая девана́гари, бенгальский, гуджарати, гурмукхи, ка́ннаду, малая́лам, ори́ю, тамильский, те́лугу и другие.

## Поддержка
Раскладка InScript встроена в большинство основных операционных систем, включая Windows (Windows 2000 и более поздние версии) и большинство систем Linux и Mac OS.
Раскладка также доступна в некоторых мобильных телефонах и (в случае с тамильским и хинди) в iOS 5 Apple и выше. Была доступна в Android 4.0 (Ice Cream Sandwich) и выше, но удалена из последних приложений Google Keyboard (Gboard) и Google Indic Keyboard в пользу специальной экранной раскладки («алфавитный» фонологический порядок без регистров). Но если к Android-устройству подключить аппаратную клавиатуру (по USB или Bluetooth), будет работать именно InScript. Она также доступна для Windows Mobile 5.x и 6.x от третьих лиц.

## Варианты раскладок

Devanagari InScript bilingual keyboard layout

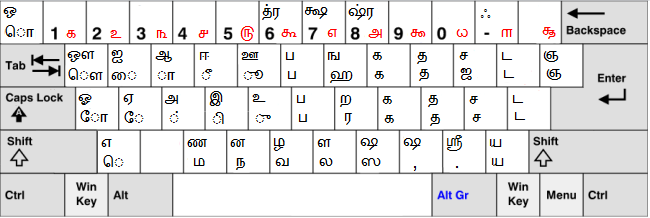
Tamil InScript keyboard layout

Раскладка общая для всех крупных индийских письменностей, и человек, который знает, как печатать InScript в одном письме, может вводить любое другое письмо на слух, даже не зная его символов.
Команды Юникода ZWJ (нулевой соединитель) и ZWNJ (нулевой разъединитель) установлены на AltGr+1 и AltGr+2, но могут быть и в более доступных местах в зависимости от языка.